# Ruggero Romano
Ruggero Romano (Noto, 9 marzo 1895 – Dongo, 28 aprile 1945) è stato un politico italiano.
È stato Ministro dei lavori pubblici nella Repubblica sociale italiana.

## Biografia
Seguì a Catania gli studi giuridici. Dopo aver preso parte attiva alla campagna interventista, partecipò alla prima guerra mondiale quale ufficiale di fanteria, insieme con altri quattro fratelli tutti ufficiali nella stessa arma, e si guadagnò una medaglia al valor militare nelle vittoriose azioni di Selz e Monfalcone del anno 1916, oltre che la croce di guerra Italiana e la croce di guerra Belga con palme.
Nel 1922, poco dopo essersi laureato in giurisprudenza aderì al Partito Nazionale Fascista. Invalido di guerra per ferite riportate in combattimento, si dedicò a Roma e in Sicilia all'organizzazione dei mutilati, specie dopo Caporetto, nel periodo della resistenza.
Durante il governo fascista continuò a svolgere la professione di avvocato pur ricevendo incarichi politici: fu deputato, dal 1929 al 1939 sottosegretario di stato alle Comunicazioni, segretario del Partito Nazionale Fascista della città di Acireale e Podestà della città natale, Noto.
Nel marzo del 1919 vide la luce un suo primo volume di sistemazione tecnico-giuridica delle provvidenze in materia di pensioni di guerra. Fu chiamato a far parte di varie Commissioni di studio di nomina governativa e fu corelatore della commissione ministeriale per la riforma e la codificazione delle pensioni di guerra: approntò un primo progetto di 123 articoli, che, ripreso in esame da Arturo Rocco, sottosegretario di stato alle pensioni di guerra, divenne legge il 12 luglio del 1923.
Nel luglio del 1924, durante l'infuriare del quartarellismo, chiese a Mussolini il ruolo di militare di fatto nelle file del fascismo. Nel 1943 aderì alla Repubblica Sociale Italiana e venne nominato Ministro dei Lavori Pubblici. Nell'aprile del 1945 seguì Benito Mussolini nel suo tentativo di giungere in Valtellina, ma venne arrestato dai partigiani e condivise la sorte degli altri gerarchi che, catturati a Dongo, vennero fucilati il 28 aprile sulla riva del lago di Como. La sua salma, tra quelle appese a Piazzale Loreto, fu sepolta coi caduti della RSI al Campo 10 del Cimitero Maggiore di Milano, ma fece ritorno nella sua città natale dopo qualche anno.